# Horní Luby
Horní Luby (németül: Oberschönbach) Luby településrésze Csehországban a Karlovy Vary-i kerület Chebi járásában. Központi településétől 2 km-re fekszik. A 2001-es népszámlálási adatok szerint 33 lakóháza és 80 lakosa van.

## Nevezetességek
- Kastélyát 1604 és 1608 között Heinrich von Pissnitz építtette barokk stílusban. A 20. század kezdetén felújított építményt a második világháború után államosították. Az 1950-es évek kezdetétől a határőrség laktanyája volt. 1964-től az 1980-as évek elejéig kihasználatlanul romosodott. Miután a helyi állami gazdaság tulajdonába került a főépületet raktárként, melléképületeit sertéstenyésztésre használták. Az egykori kastély mára romokban hever.

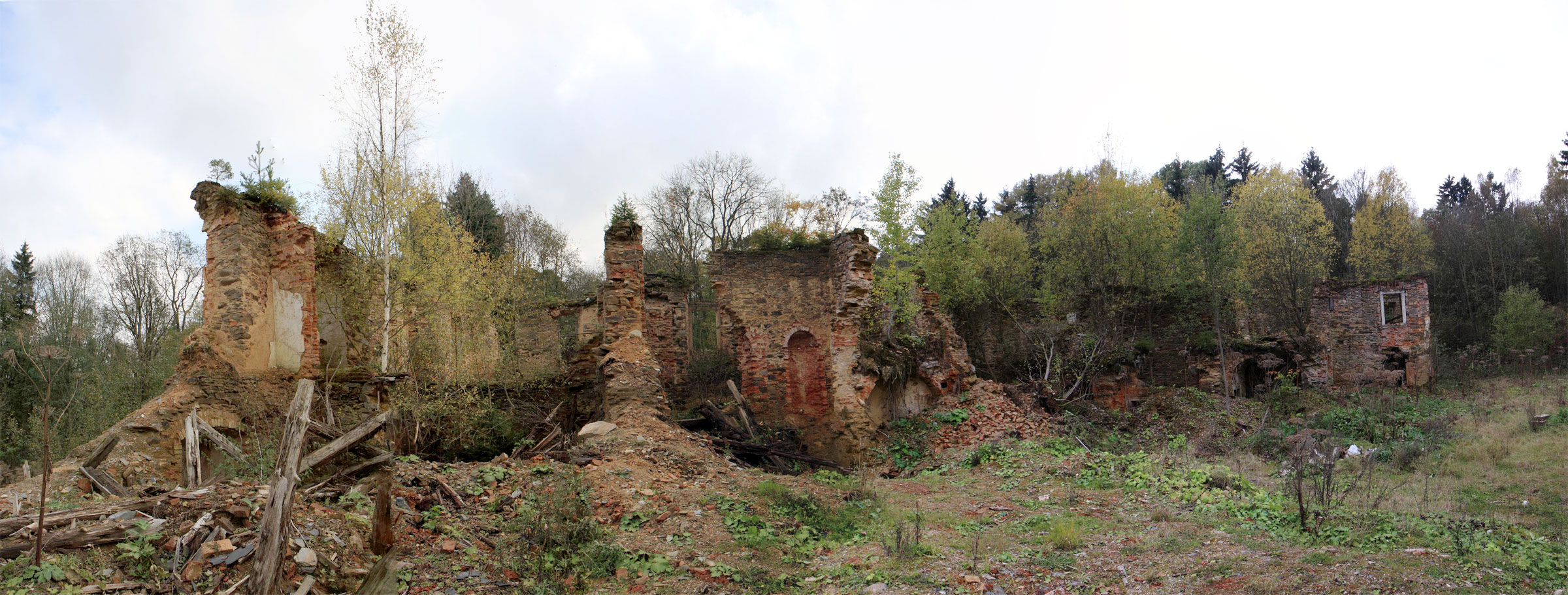
A kastélyrom 2011 őszén